# 石井蒼月
石井 蒼月（いしい あつき、2000年4月7日 - ）は、日本の元俳優である。神奈川県出身。セントラル子供タレントに所属していた。

## 出演

### テレビドラマ
- 輪廻の雨（2010年、フジテレビ）三上孝平（幼少） 役
- 龍馬伝 第10回（2010年、NHK）子供 役
- ハガネの女（2010年5月21日 - 7月4日、テレビ朝日）山波隼一 役
- ヘブンズ・フラワー The Legend of ARCANA（2011年、TBS）ハル（幼少） 役
- 土曜ワイド劇場 拘置所の女医（2011年3月5日、テレビ朝日）一本木翔 役
- ハガネの女 season2（2011年4月、テレビ朝日）山波隼一 役
- 大河ドラマ 平清盛（2012年、NHK）
- ハングリー! 第1話（2012年1月10日、フジテレビ）住吉賢太（幼少） 役
- 鍵のかかった部屋 第2話（2012年4月23日、フジテレビ）高澤大樹（幼少） 役
- 赤い糸の女（2012年9月 - 10月、東海テレビ）志村純 役

### バラエティ
- イメ×ドキ（2010年、日本テレビ）ナレーション

### CM
- ベネッセ「進研ゼミ小学講座」
- チヨダ「バイオフィッター」
- 全労済「こくみん共済」
- スタジオアリス
- ガスト
- タカラトミー「ポケモンクレーンゲーム」
- 日本和装
- はくばく「まいにちおいしい雑穀ごはん」

### プロモーションビデオ
- Ao「スペースオペラ」（2009年9月2日）
- YUKI「うれしくって抱きあうよ」（2010年2月17日）
- 遊助「ひと」（2010年11月10日）